# Montecchio
Montecchio ist eine italienische Gemeinde mit 1493 Einwohnern (Stand 31. Dezember 2023) in der Provinz Terni in der Region Umbrien und ist Mitglied der Vereinigung I borghi più belli d’Italia (Die schönsten Orte Italiens).

## Geografie

Lage der Gemeinde in der Provinz Terni

Die Gemeinde erstreckt sich über rund 49 km². Sie liegt etwa 50 km südlich der Regionalhauptstadt Perugia und rund 35 km nordwestlich der Provinzhauptstadt Terni in der klimatischen Einordnung italienischer Gemeinden in der Zone D, 2 051 GG. Der Ort liegt bei 377 m s.l.m. und hatte 2001 730 Einwohner, 2011 waren es 758 Einwohner.
Zu den Ortsteilen (frazioni) gehören Melezzole, Pozzo Ciolino (237 m, ca. 90 Einwohner) und Tenaglie (310 m, ca. 90 Einwohner).
Die Nachbargemeinden sind Avigliano Umbro, Baschi, Civitella d’Agliano (VT), Guardea, Orvieto und Todi (PG).

## Geschichte
Erstmals dokumentiert wurde Montecchio 1154. Die erste Befestigungsanlage entstand 1165 durch die Burg Castro Monticoli, die von der Familie der Chiaravalle errichtet wurde, die zweite 1190. Der Name entstammt dem lateinischen Mons Herculis (Herkulesberg), aus dem später Munticulus und dann Montecchio wurde. Im 10. und 11. Jahrhundert noch unter der Herrschaft von Todi, ab dem 12. dann unter der von Baschi. Im 13. Jahrhundert geriet der Ort in die Kämpfe der Ghibellinen und Guelfen, daraufhin wurde der zweite Mauerring der Stadtbefestigung erweitert. Seit der Einheit Italiens bis 1948 war Montecchio Ortsteil von Baschi und wurde dann eigenständige Gemeinde.

## Sehenswürdigkeiten
- Chiesa di Santa Maria Assunta. Die Kirche  wurde 1400 oder 1437 errichtet und mehrfach adaptiert; so wurde der Campanile 1633 errichtet.[8] Die Kirche stellt den höchsten Punkt der Altstadt dar.
- Necropoli del Vallone San Lorenzo, Nekropole etwa 2 km westlich der Altstadt mit Funden aus dem 6. Jahrhundert v. Chr.[7]
- Castello di Carnano, Burgruine zwischen Montecchio und Tenaglie, die im 15. Jahrhundert durch Ranuccio Baschi entstand.[7]
- Chiesa di San Biagio, Kirche im Ortsteil Melezzole.
- Chiesa di San Vitale, Kirche im Ortsteil Melezzole.
- Chiesa di San Giovanni Battista, Kirche im Ortsteil Tenaglie, die früher Sant’Andrea geweiht war. Sie entstand 1370 auf Willen von Bindoccio Nerij de’ Baschi.[9] Enthält ein Taufbecken aus dem Jahr 1521.[7]
- Madonna delle Grazie, Kirche im Ortsteil Tenaglie. Entstand 1682 als Ädikula und wurde dann von 1852 bis 1854 auf Betreiben des Baron Decio Ancajani vergrößert und am 16. September 1854 von Salvatore Valentini, dem Bischof von Amelia, geweiht.[10]
- San Rocco, Kirche im Ortsteil Tenaglie, entstand im 15. Jahrhundert.[11]
- Palazzo Ancajani, Palast im Ortsteil Tenaglie, der im frühen 18. Jahrhundert entstanden ist.[7]

## Bilder

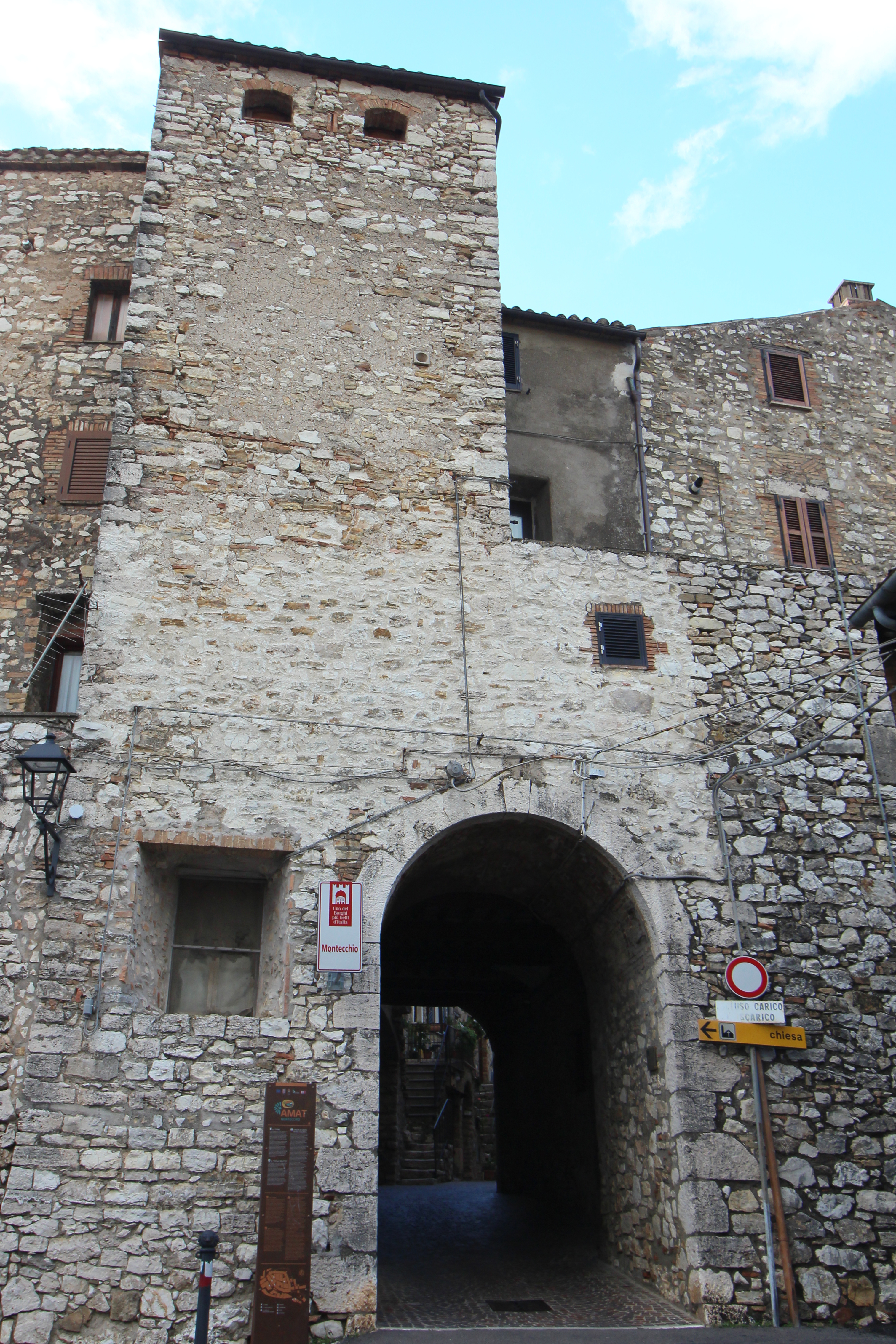
Wehrtor Porta Nova
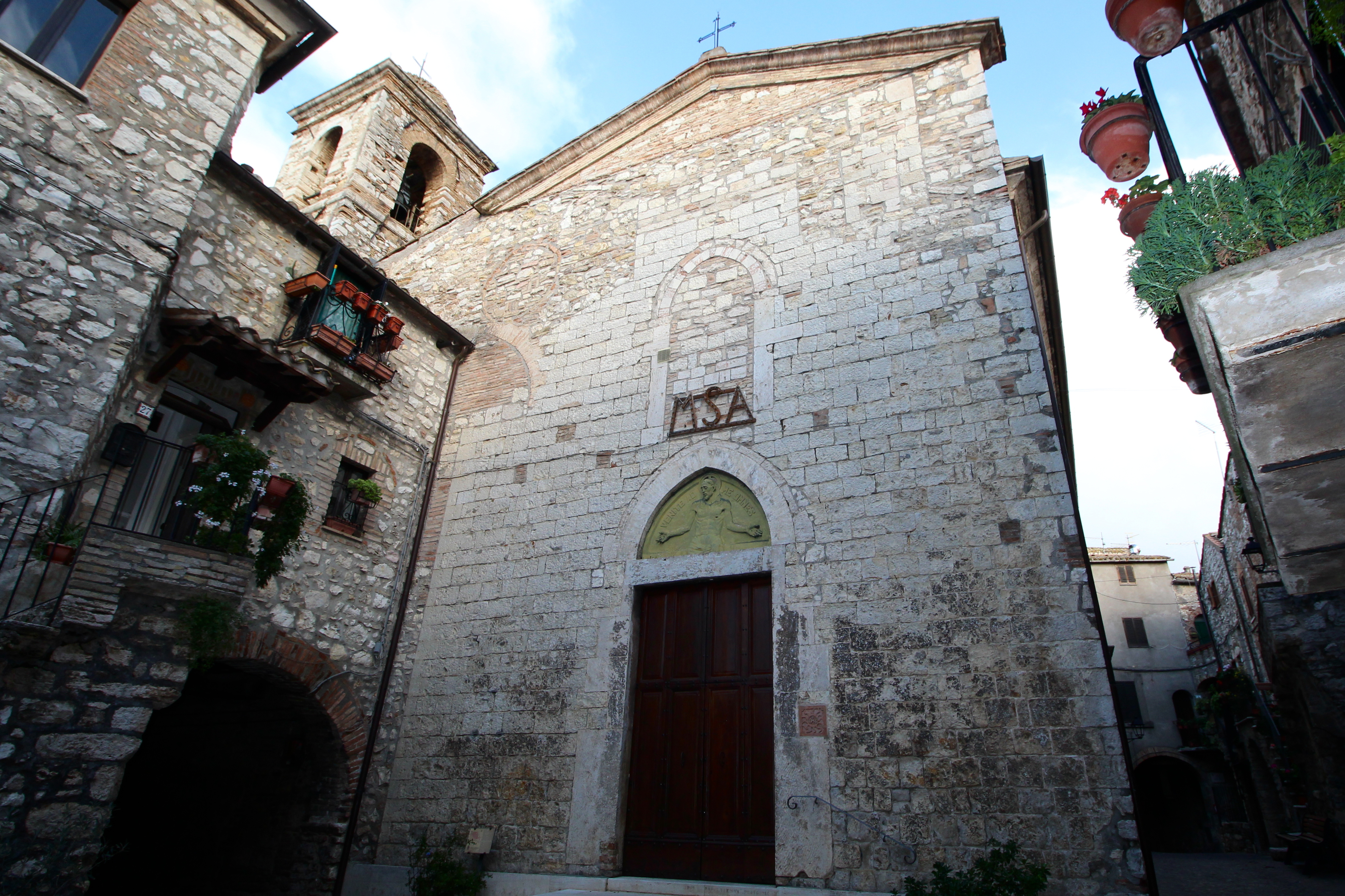
Kirche Santa Maria Assunta im Ortskern
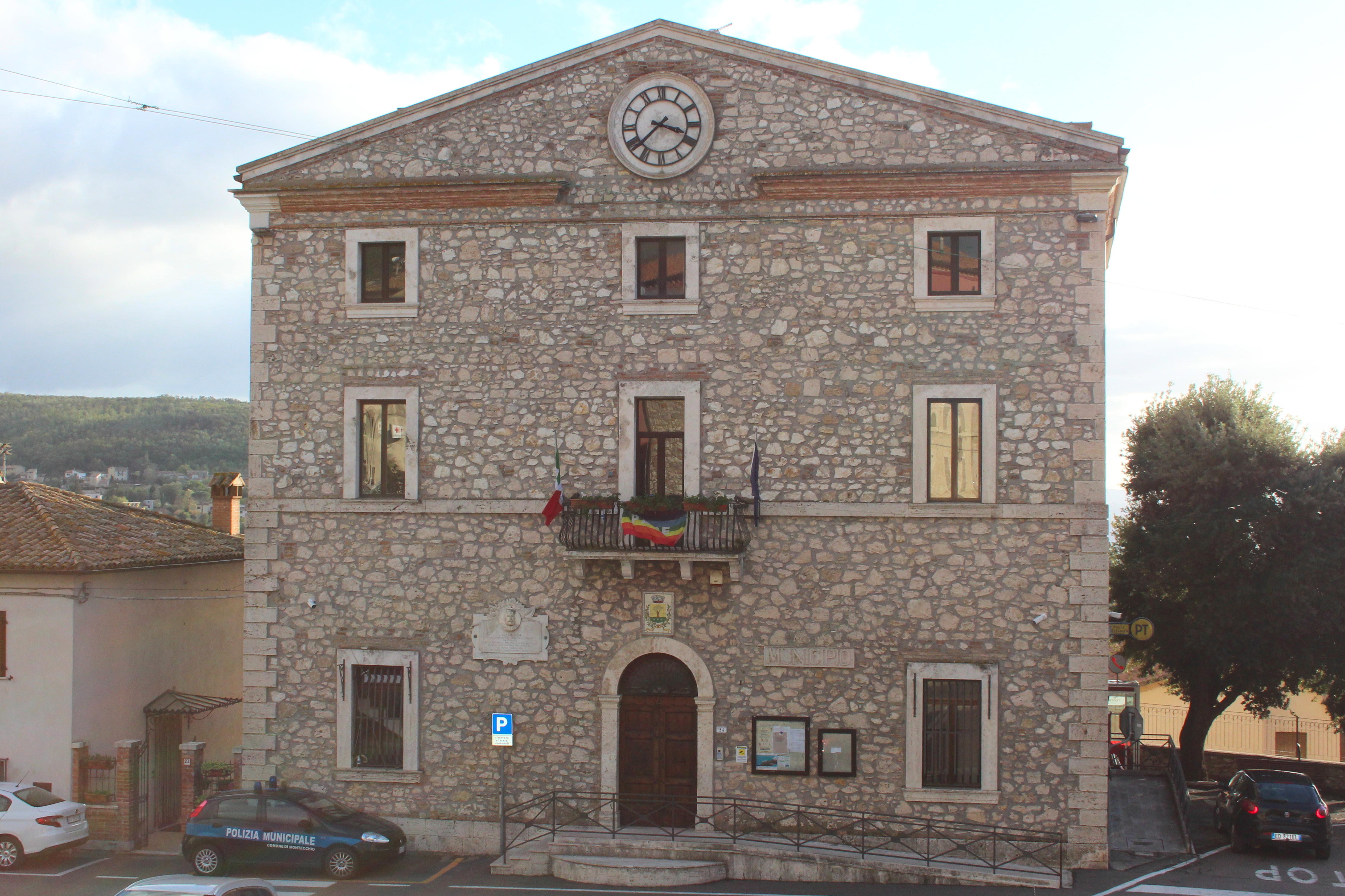
Rathaus
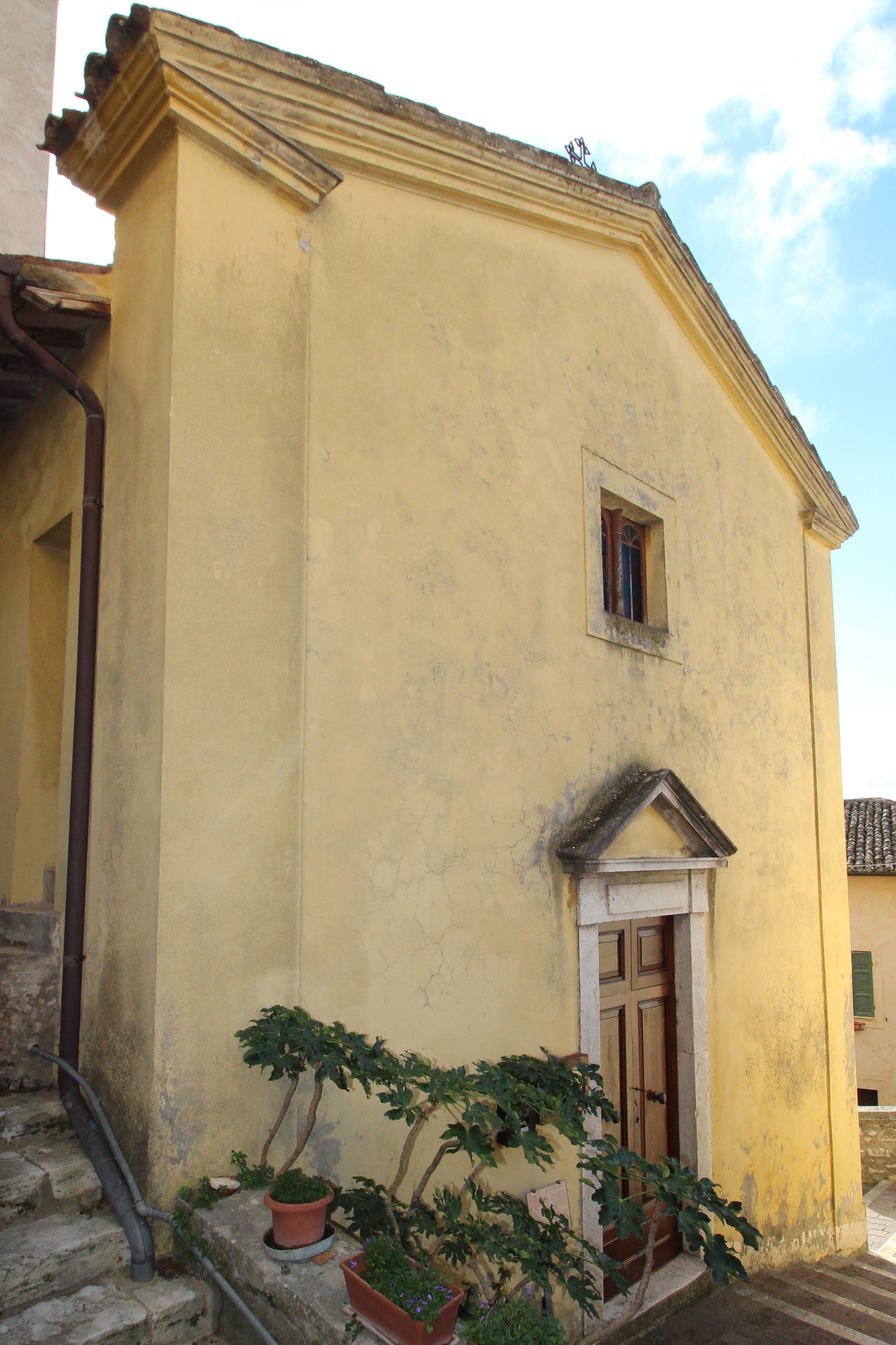
Kirche San Giovanni Battista, Ortsteil Tenaglie
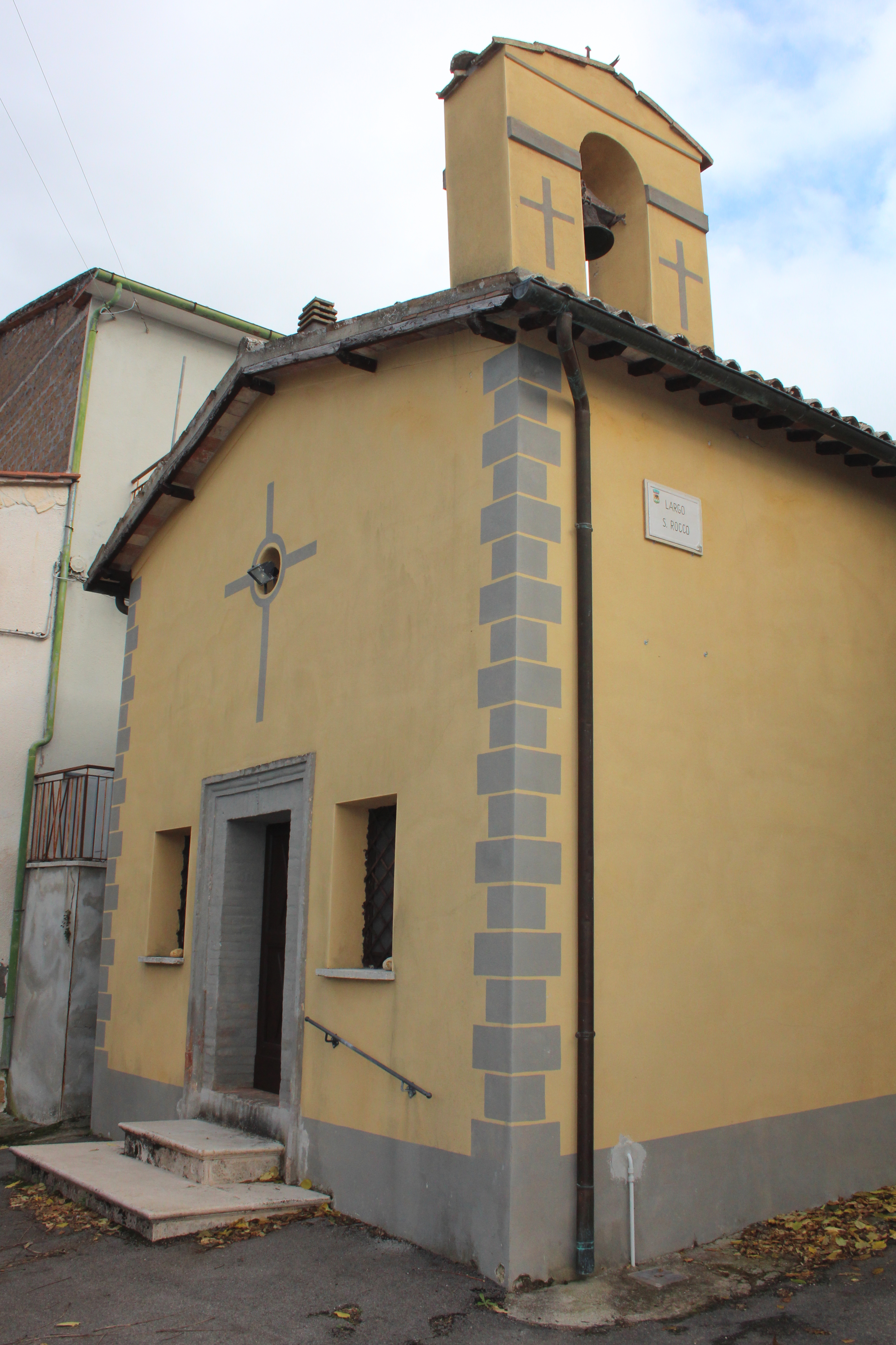
Kirche San Rocco, Ortsteil Tenaglie
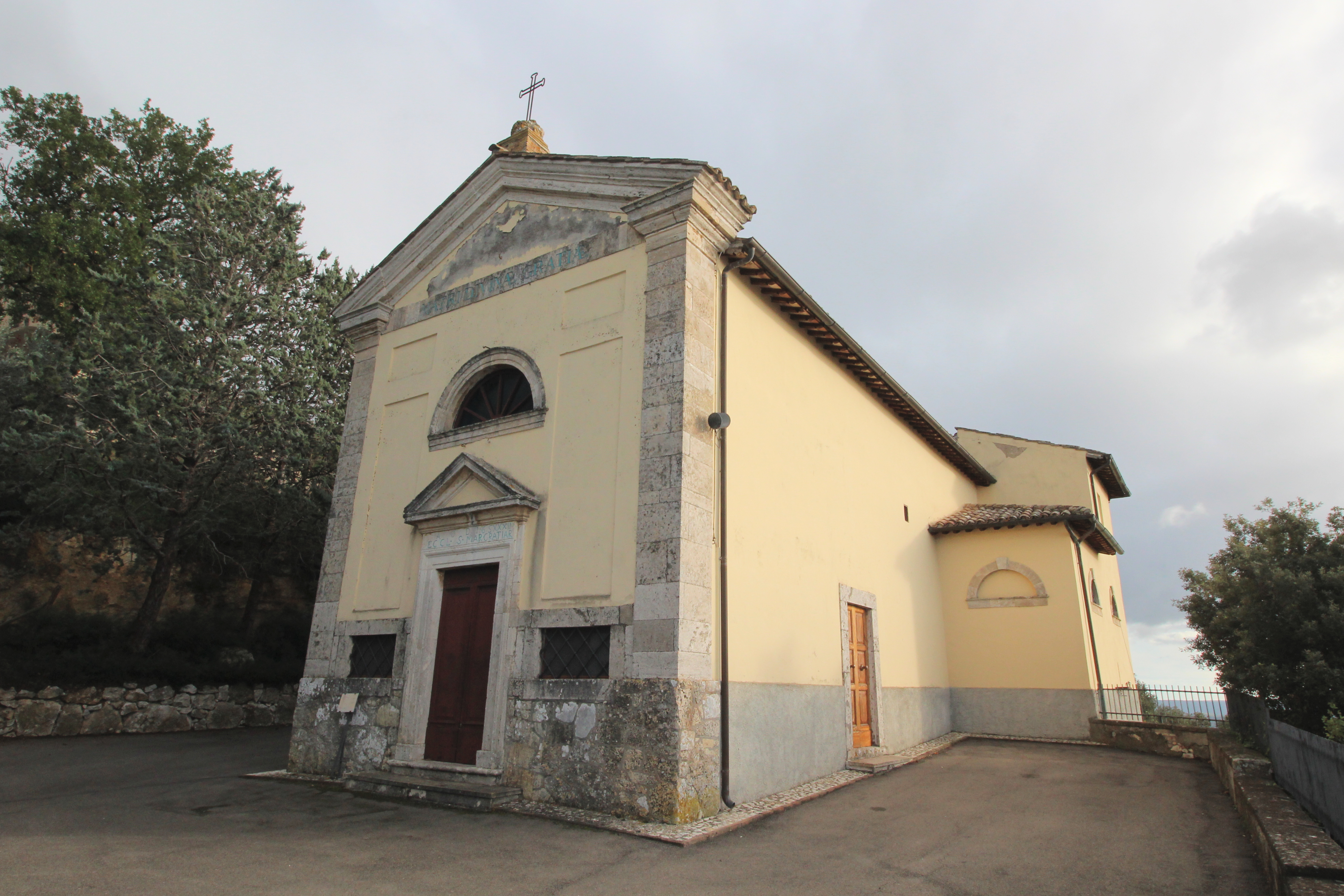
Madonna delle Grazie, Ortsteil Tenaglie

## Gemeindepartnerschaft
Montecchio hat seit 2002 eine Gemeindepartnerschaft mit Wessobrunn, Bayern.

## Persönlichkeiten
- Aldo Balasso (* 1942), Radrennfahrer